# Хамидуллин, Булат Лиронович
Булат Лиронович Хамидуллин (тат. Хәмидуллин Булат Лирон улы; 13 августа 1968, Казань, Татарская АССР, РСФСР, СССР) — кандидат исторических наук, член Правления Союза писателей Республики Татарстан, заведующий Центром изучения татарской диаспоры Института татарской энциклопедии и регионоведения АН РТ, выпускающий редактор журнала "Поволжская археология".

## Биография
Родился 13 августа 1968 года в Казани в семье выдающегося татарского писателя и переводчика Лирона Хамидуллина. По его воспоминаниям, его мать долгие годы проработала бухгалтером в Бюро пропаганды татарской литературы.
По окончании учебы в средней школе № 80 в 1985 году поступил в Казанский государственный университет на факультет по истории.
С 1985 по 1986 год трудился в ГОМ ТАССР. После этого проходил службу в армии, а затем работал научным сотрудником в НКЦ «Казань», внештатно редактировал журнал «Идель» и сотрудничал как корреспондент с газетой «Татарские края». Позднее занимал должность научного сотрудника в Институте языка, литературы и истории, а также в Институте истории АН РТ и возглавлял редакцию Татарского книжного издательства.
С 2002 года работает главным редактором издательства «Фэн». Также работает заведующим центром изучения татарской диаспоры Института татарской энциклопедии и регионоведения АН РТ с 2016 года в области изучения древней и средневековой истории Поволжья.

## Труды
Один из создателей исторических экспозиций «Хлеб и судьбы» (1992) и «Татарский мир» (1994). Также известен как автор томов многотомного труда «История татар с древнейших времен» и руководитель проекта «Книга Героев = Батырлар китабы», подготовленной к 55-летию Победы в Великой Отечественной войне. Участвовал в выпуске материалов, приуроченных к Международной научно-практической конференции «Повышение нефтеотдачи пластов» (2007), приуроченной к добыче трёхмиллиардной тонны нефти в Татарстане. Ему принадлежат исторические издания «Из глубины столетий», «История скифов глазами современников», «Народы Казанского ханства: этносоциологический анализ», «Чингиз-хан — 850», «Становление Казани и история Казанского ханства» («Казанның ныгуы һәм Казан ханлыгы тарихы»), «Народы Казанского ханства» («Казан ханлыгы халыклары»), «Ислам в Золотой Орде». Им переведены такие книги, как «Увиденное и пережитое Тимерханом» Г. Ахунова («Тимерханның күргән-кичергәннәре»), «Казанская крепость» В. Имамова («Казан каласы») и несколько историко-литературных трудов Лирона Хамидуллина. Составил сборники «Первый Всемирный форум татарских ученых = Татар галимнәренең Беренче Бөтендөнья форумы» (2010) и «Наука, технологии, инновации для устойчивого развития исламского мира» (2010).

## Награды
Лауреат международной премии им. Кул Гали (2000). Награжден медалью «В память 1000-летия Казани» (2010). За многолетнюю активную пропаганду истории и культуры народов Среднего Поволжья и Приуралья удостоен почетного звания «Заслуженный работник культуры РТ» (2011).